# 内子バイオマス発電所
内子バイオマス発電所（うちこバイオマスはつでんしょ）は、愛媛県喜多郡内子町にあるバイオマス発電所。内子バイオマス発電合同会社（うちこバイオマスはつでん）が管理運営する。

## 概要
2018年10月31日に稼働を開始した。出力は1,115メガワットで、出力規模2メガワット未満の商用小型バイオマス発電所は、四国では初の施設である。
内子町から土地の貸与を受け、小田原木市場と内藤鋼業小田工場の隣接地に建設された。建設資金は、地元企業の内藤鋼業、藤岡林業、新興工機と、NECキャピタルソリューション、シン・エナジーの5社が、ソーシャルビジネスパートナーズからファンド組成の支援を受けて出資するとともに、地元地方銀行の伊予銀行から融資を受けた。設計・施工は、シン・エナジーが担当した。燃料となる木質ペレットは地元産の未利用材を活用しており、内子町森林組合などの地元林業事業者が原木を供給し、内藤鋼業が木質ペレットに加工している。
年間発電量は約883万kWhで、そのうち送電量は約811万kWhの見込みで、一般家庭2,500世帯分に相当する。発電した電力は四国電力送配電へ全量を売電している。